# West Chicago
West Chicago é uma cidade localizada no estado americano de Illinois, no Condado de DuPage.

## Demografia
Segundo o censo americano de 2000, a sua população era de 23.469 habitantes.
Em 2006, foi estimada uma população de 26.738, um aumento de 3269 (13.9%).

## Geografia
De acordo com o United States Census Bureau tem uma área de
35,8 km², dos quais 35,8 km² cobertos por terra e 0,0 km² cobertos por água. West Chicago localiza-se a aproximadamente 222 m acima do nível do mar.

## Localidades na vizinhança
O diagrama seguinte representa as localidades num raio de 12 km ao redor de West Chicago.